# 秦柳
秦柳（学名：Salix chingiana）为杨柳科柳属的植物。分布在中国大陆的甘肃、青海等地，生长于海拔650米至2,700米的地区，目前尚未由人工引种栽培。